# ناحیه براقی
ناحیه براقی (به عربی: دائرة براقی) یک ناحیه در الجزایر است که در استان الجزیره واقع شده‌است. ناحیه براقی ۲۱۹٬۴۴۵ نفر جمعیت دارد.